# Artacama proboscidea
Artacama proboscidea är en ringmaskart som beskrevs av Anders Johan Malmgren 1866. Artacama proboscidea ingår i släktet Artacama och familjen Terebellidae. Arten är reproducerande i Sverige. Inga underarter finns listade i Catalogue of Life.